# Carles Rexach
Carles Rexach Cerdà (Barcelona, 13 januari 1947), bijgenaamd Charly, is een voormalig profvoetballer die zowel speelde voor FC Barcelona als dat na zijn actieve sportloopbaan trainde.

## Loopbaan als speler

### Clubvoetbal
Rexach speelde als aanvaller. Hij begon als profvoetballer bij CD Condal. Van 1965 tot 1981 voetbalde hij bij FC Barcelona. Hij speelde 656 wedstrijden, waarin de aanvaller 197 doelpunten maakte. Zijn eerste succes kende Rexach in 1971 toen hij met 17 doelpunten als topscorer van de Primera División de Trofeo Pichichi won. In een elftal met Johan Cruijff werd Rexach in 1973/74 kampioen van Spanje. Bovendien won hij met Barça viermaal de Copa del Rey (1967/68, 1970/71, 1977/78, 1980/81), tweemaal de Jaarbeursstedenbeker (1965/66, 1971) en eenmaal de Europacup II (1978/79).

### Nationaal elftal
Rexach speelde verder vijftien interlands voor het Spaans nationaal elftal, waarin hij tweemaal scoorde. De aanvaller debuteerde op 23 april 1969 tegen Mexico. Hij maakte zijn twee doelpunten tegen Noord-Ierland op 11 november 1970 en de Sovjet-Unie op 30 mei 1971. Tegen Oostenrijk op het WK in Argentinië speelde Rexach op 3 juni 1978 zijn laatste interland

## Loopbaan als trainer
Nadat Rexach zijn loopbaan als speler had afgesloten, ging hij aan de slag als assistent-trainer bij Barcelona Atlètic. In 1987 werd de Catalaan aangesteld als assistent van Luis Aragonés bij het eerste elftal van FC Barcelona. Na het ontslag van Aragonés in 1988 was Rexach tot de komst van Johan Cruijff interim-trainer. Hij gold sinds de jaren zeventig als een goede vriend van de Nederlander en na diens aanstelling werd Rexach opnieuw assistent-trainer. Tijdens de Dream Team-periode werden vele successen behaald. In 1996 werd Cruijff na tegenvallende prestaties echter ontslagen. Rexach werd opnieuw interim-trainer, wat hem zijn vriendschap met Cruijff kostte aangezien Cruijff verwacht had dat Rexach uit solidariteit ook zou opstappen. Rexach werd al snel opgevolgd Bobby Robson. De Catalaan kreeg toen een andere functie binnen de club. Van 2001 tot 2002 was Rexach nogmaals hoofdtrainer bij FC Barcelona, nadat Llorenç Serra Ferrer in april 2001 was ontslagen. Onder zijn leiding presteerde FC Barcelona teleurstellend in de competitie. Bovendien werd in 2002 in de UEFA Champions League voor het eerst in jaren thuis verloren van aartsrivaal Real Madrid. Na afloop van het seizoen 2001/2002 werd Rexach opgevolgd door Louis van Gaal. Hij kreeg een functie in het bestuur van FC Barcelona. Na het aantreden van Joan Laporta als nieuwe clubpresident in 2003 verliet Rexach Barça definitief.

## Erelijst
Als speler
 FC Barcelona
- La Liga: 1973/74
- Copa del Rey: 1967/68, 1970/71, 1977/78, 1980/81
- Europacup II: 1978/79
- Jaarbeursstedenbeker: 1965/66, 1971

Als trainer
 FC Barcelona
- La Liga: 1990/91

Individueel
- Trofeo Pichichi: 1970/71